# Бензилморфин
Бензилморфин — полусинтетический опиоидный наркотик, появившийся на международном рынке в 1896 году. Использовался почти так же, как кодеин и этилморфин, прежде всего, как умеренной силы анальгетик, при операциях на глазах, а также как лекарство от кашля. Он был доступен в Соединенных Штатах до 1914 года и использовался до 1960-х годов, но вышел из употребления, когда врачи стали отдавать предпочтение альтернативным производным опиатов. В России Бензилморфин входит в Список I Перечня наркотических средств, психотропных веществ и их прекурсоров, подлежащих контролю в Российской Федерации (оборот запрещён).
Бензилморфин используется в виде гидрохлорида (степень превращения свободного основания 0,91) и метилсульфоната (0,80) и имеет номер 9052 для административного контроля над веществами в США.